# Александра Ольгердовна
Александра Ольгердовна, также Александра Литовская (пол. Aleksandra Olgierdówna, не ранее 1368 и не позднее 1370, Вильна — 20 апреля 1434, Плоньск, Мазовецкое воеводство) — литовская княжна, сестра польского короля Владислава II Ягеллона.

## Биография
Александра была дочерью Великого князя Литовского Ольгерда (ок. 1296—1377) и княжны Ульяны Александровны Тверской (ок. 1330 — ок. 1392). 12 декабря 1385 года, вскоре после заключения Кревской унии, князь Земовит IV Мазовецкий (ок. 1350—1426), принявший титул короля Польши, приходит к соглашению с братом Александры, Владиславом II Ягеллоном и его женой, Хедвиг Анжуйской. Согласно этому договору Земовит отказывался от притязаний на польскую корону в обмен на княжество Бельское и выплату суммы в 10 тысяч пражских грошей. Это соглашение вступило в силу с момента заключения брака между Александрой и Земовитом IV в 1387 году.

## Семья
В браке Александры и Земовита IV родились двенадцать детей.
Сыновья:
- Земовит V Равский (ок. 1389/1390—1442), в браке с Маргаритой Силезской-Троппау-Егердорф
- Владислав I Плоцкий (ок. 1395/1411—1455), в браке с Анной Силезской-Ёльс
- Казимир II Белзский (1396/1407—1442), в браке с Маргаритой Шамотульской (ум. 1464)
- Александр Земовит Мазовский (1400—1444), князь-епископ Трентский
- Тройден II (1403/1406—1427)

Дочери:
- Кимбурга Мазовецкая (ок. 1394—1429), замужем за Эрнстом Австрийским (1377—1424)
- Евфимия Мазовецкая (ок. 1395—1447), замужем за Болеславом Силезским-Тешин (ок. 1363—1431)
- Ядвига Мазовецкая(1393 — после 1439), замужем за Яношем Гараем († 1428)
- Амелия Мазовецкая (1396/99 — после 1424), замужем за графом Вильгельмом II Мейсенским (1371—1425)
- Анна Мазовецкая (1407/1413—1435), замужем за Михаилом Болеславом Литовским (его первая супруга)
- Мария Мазовецкая (ок. 1410—1450), замужем за Богиславом IX Померанским (ок. 1407/1410—1446)
- Екатерина Мазовецкая († 1475), замужем за Михаилом Болеславом Литовским (его третья супруга).

Сестрой Александры была Кенна (Яна) Литовская (ум. 1368), супруга герцога Казимира IV Померанского, братом — князь Литовский Ягайло, ставший позднее польским королём Владиславом II Ягеллоном.